# Dracoglossum sinuatum
Dracoglossum sinuatum är en ormbunkeart som först beskrevs av Fée, och fick sitt nu gällande namn av Maarten J.M. Christenhusz. Dracoglossum sinuatum ingår i släktet Dracoglossum och familjen Tectariaceae. Inga underarter finns listade.